# Джо Менчин
Джозеф «Джо» Менчин III (англ. Joseph «Joe» Manchin III; нар. 24 серпня 1947, Фармінгтон, Західна Вірджинія, США) — американський політик з Демократичної партії. Губернатор Західної Вірджинії (2005—2010), а з 2010 р. — сенатор США від штату Західна Вірджинія.

## Біографія
Закінчив Фармінгтонську середню школу (1965), Університет Західної Вірджинії (1970).
Займався підприємництвом. Член Палати делегатів Західної Вірджинії (1982–1986), член Сенату Західної Вірджинії (1986–1996). Був кандидатом у губернатори від Демократичної партії 1996 року, однак програв. Секретар Західної Вірджинії (2000–2004). Обраний губернатором Західної Вірджинії 2004 року і переобраний 2008 року.

## Позиція щодо Північного потоку-2
У січні 2022 проголосував проти проєкту санкцій для газогону «Північний потік-2» як засобу запобігання російському вторгненню в Україну.